# 兰登·华尔纳

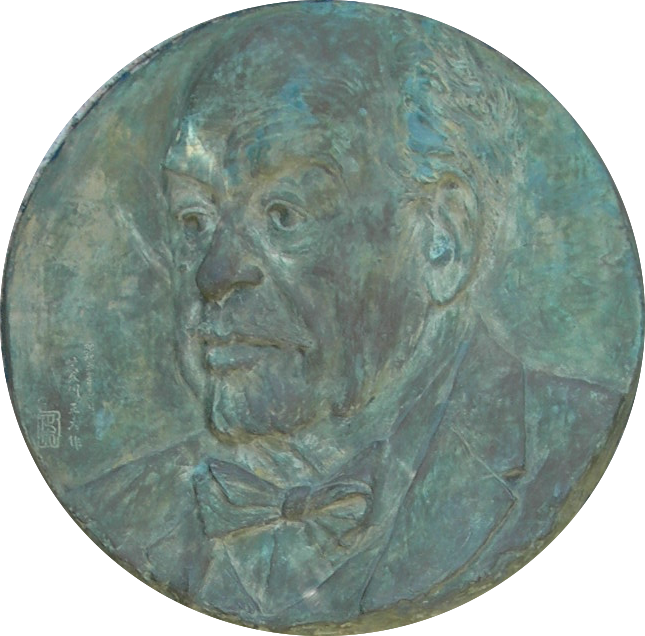
兰登·华尔纳

兰登·华尔纳（英語：Langdon Warner，1881年8月1日—1955年6月9日）美国考古學家及藝術史學家，主要研究東亞藝術。

## 生平
曾在哈佛大学担任教授并任职于哈佛艺术博物馆，是电影角色印第安纳·琼斯的原型之一。曾研究丝绸之路，并从王圓箓手中收购过敦煌文献。1923年， 兰登·华尔纳与伯希和先后利用胶布粘取了大批有价值莫高窟壁画，有时甚至只揭取壁画中的一小块图像，严重损害了壁画的完整性。

## 荣誉
1927年被选为美国文理科学院院士。